# Ramal ferroviario Chas-Ayacucho
El Ramal Chas - Ayacucho pertenecía al Ferrocarril General Roca, Argentina.

## Ubicación
Se hallaba íntegramente en la provincia de Buenos Aires, atravesando los partidos de General Belgrano, Pila y Ayacucho.

## Características
Era un ramal del Ferrocarril General Roca con una extensión de 145 km entre las localidades de Chas y Ayacucho. Sus vías fueron levantadas por Techint y fueron llevadas al Tren de la Costa.
Fue habilitado el 1 de julio de 1911, clausurado en el año 1978 y desmantelado en la década de 1990.

## Servicios
No presta servicios de pasajeros ni de cargas entre sus cabeceras ya que no presenta vías. Las mismas fueron desmanteladas durante la década de 1990.
La estación Las Flores y la estación Ayacucho están concesionadas a la empresa de cargas Ferrosur Roca.

## Imágenes

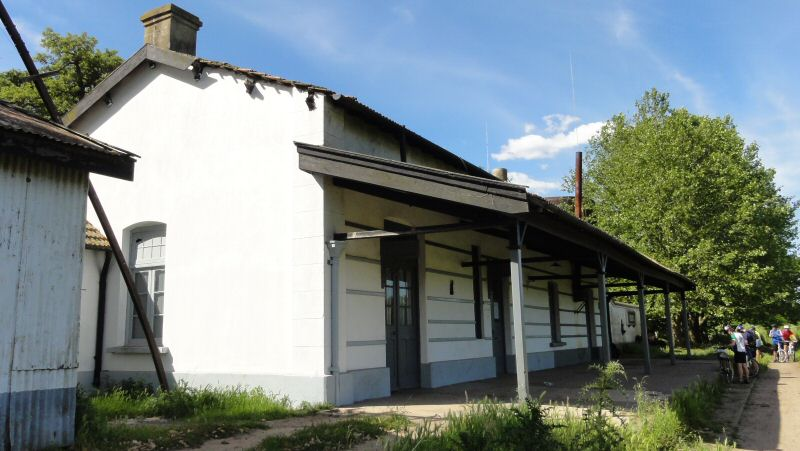
Chas
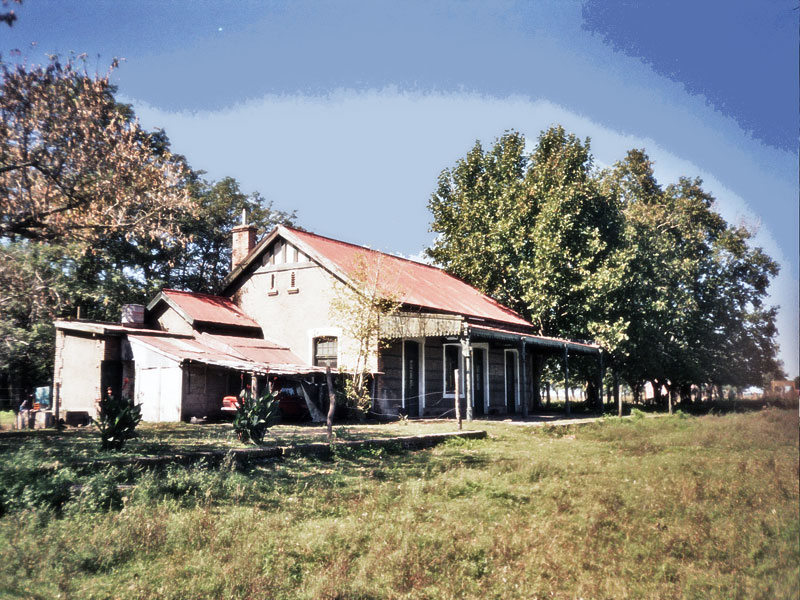
Ibáñez
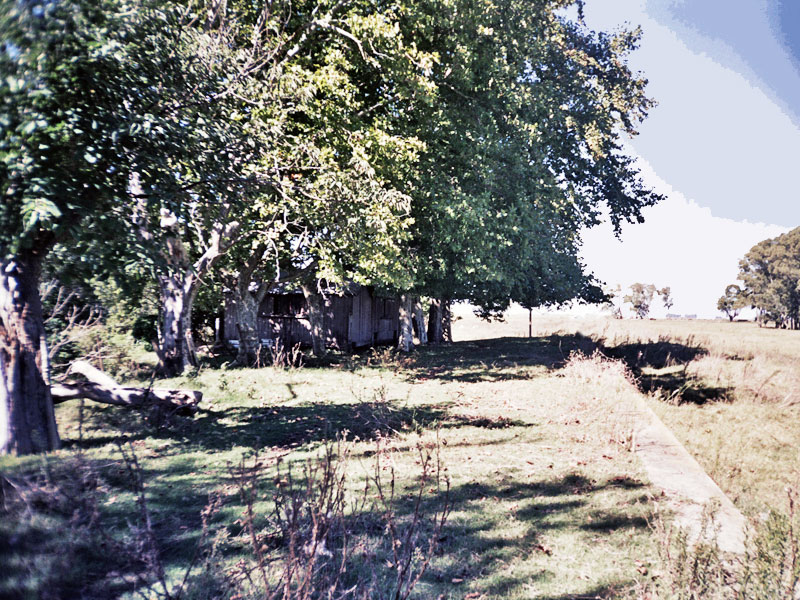
Real Audiencia
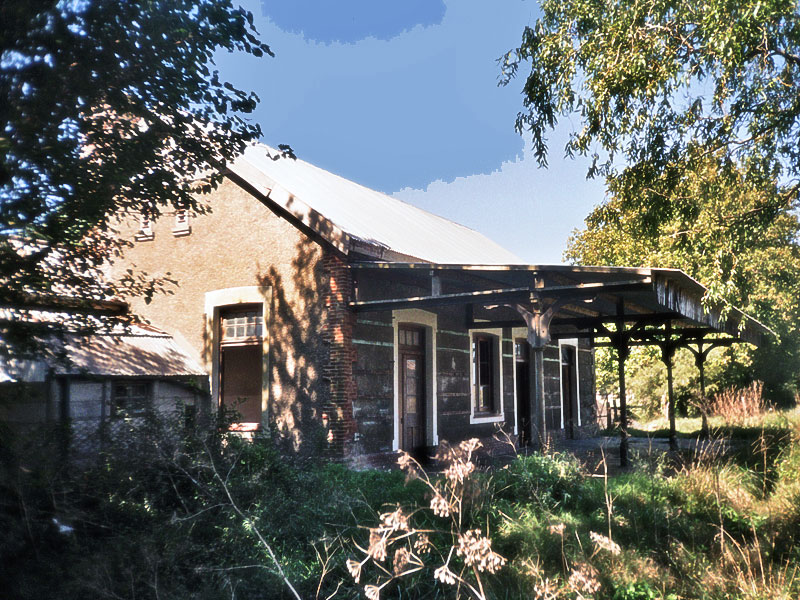
Casalins
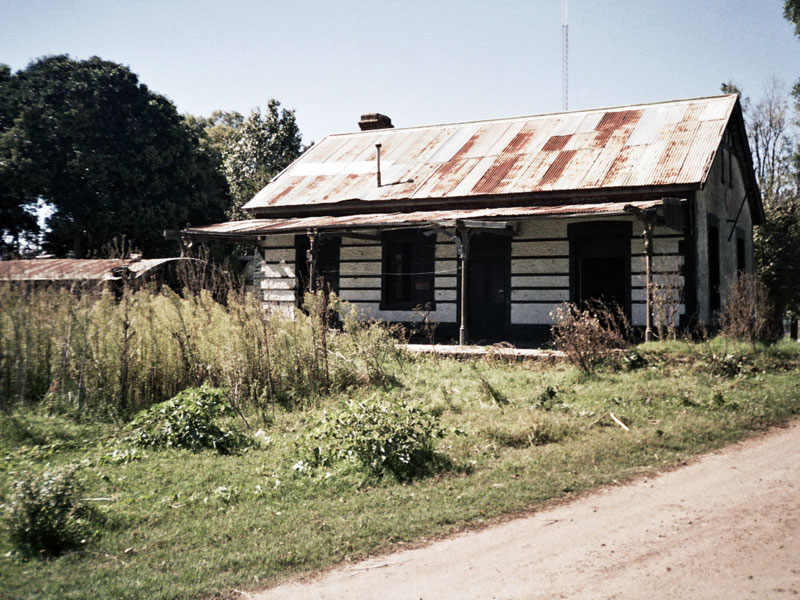
Udaquiola
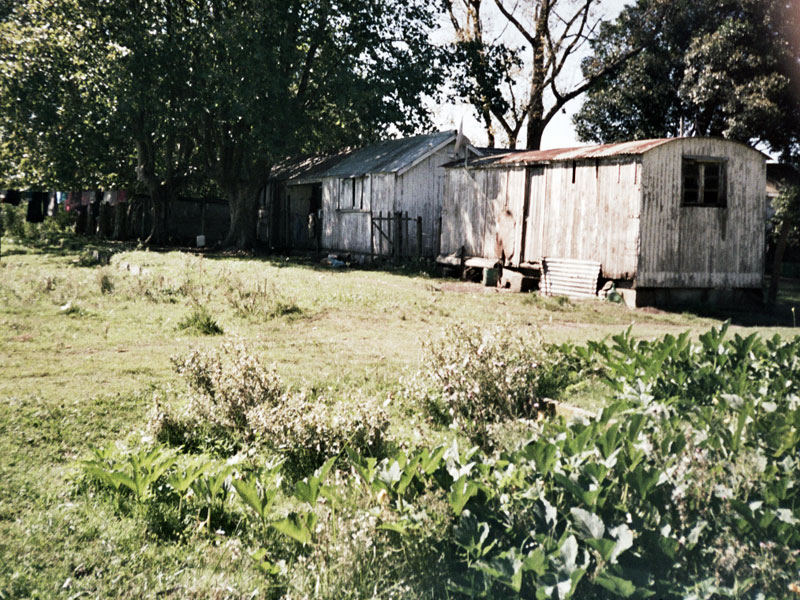
Langueyú
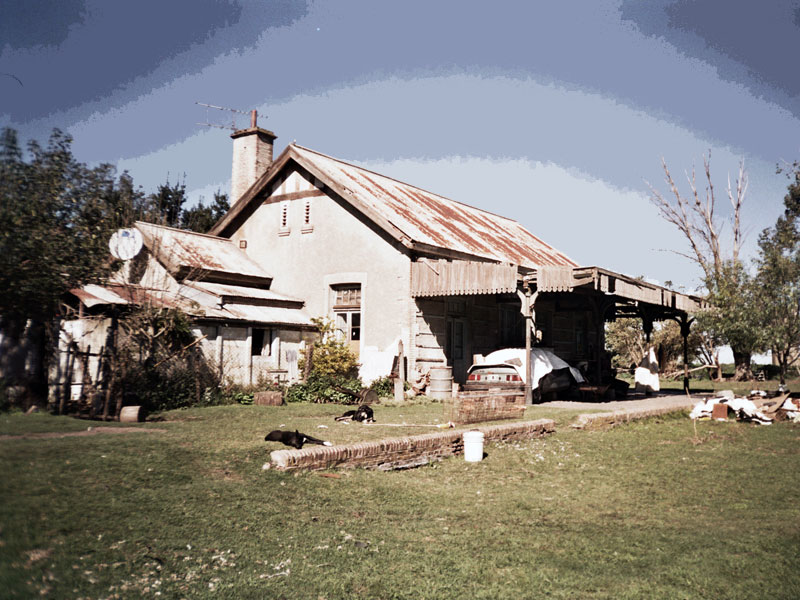
Solanet
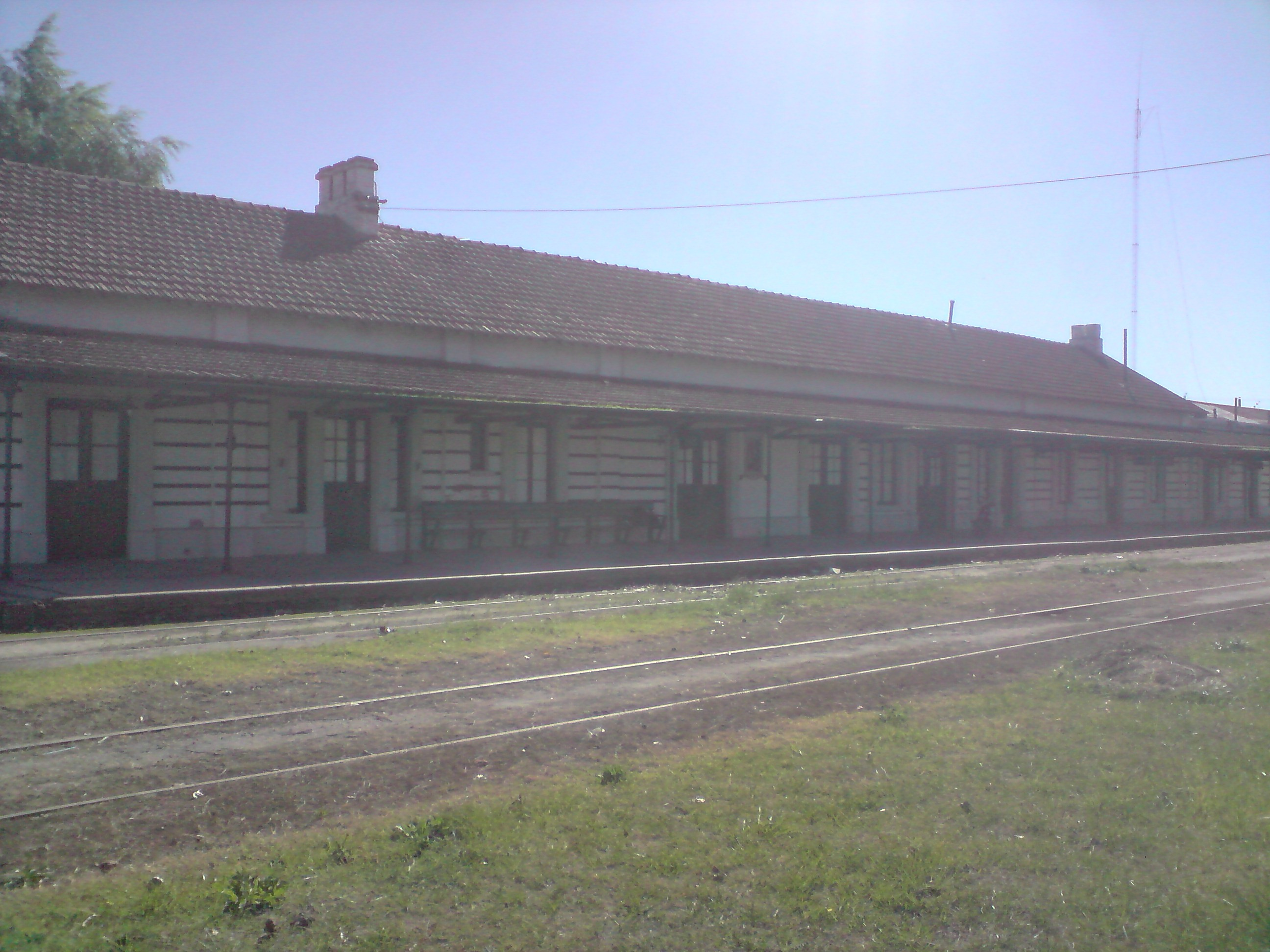
Ayacucho